# 墨西哥駐厄瓜多爾大使館遇襲事件
2024年4月5日，厄瓜多爾國家警察和軍隊突襲墨西哥駐基多大使館，被指违反《維也納外交關係公約》和1954年美洲國家組織通過的《外交庇護公約》。

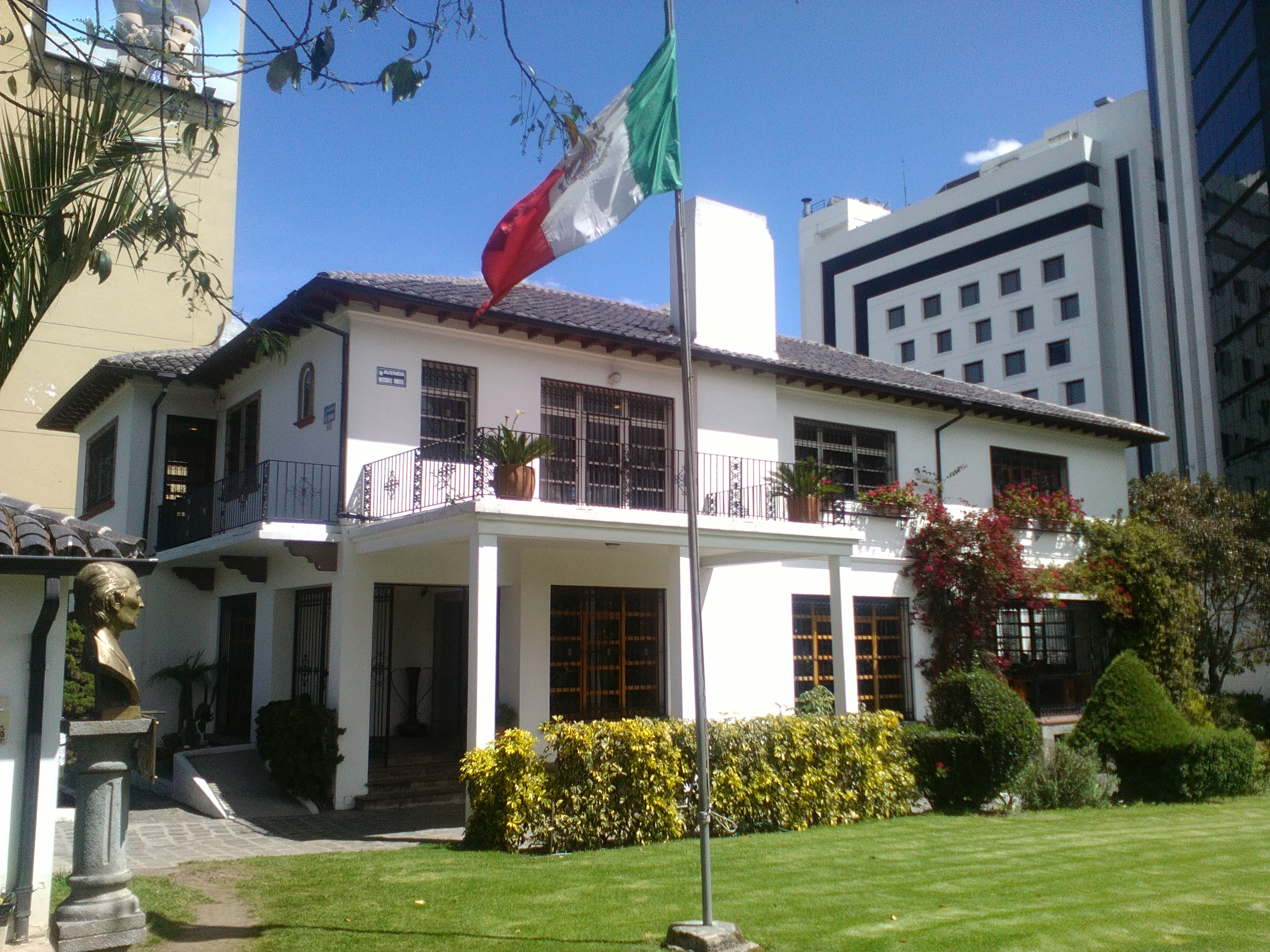
墨西哥驻厄瓜多尔大使馆

此次襲擊發生在兩國緊張局勢升級之後。前厄瓜多爾副總統豪爾赫·格拉斯因貪腐被通緝，2023年12月17日逃往墨西哥駐厄瓜多爾大使館尋求政治庇護。襲擊發生前幾小時，格拉斯正式獲得墨西哥的政治庇護。 
此次襲擊後，墨西哥宣布與厄瓜多爾斷交。同日稍後時間，尼加拉瓜亦宣布與厄瓜多爾斷交，聲援墨西哥。 

## 背景

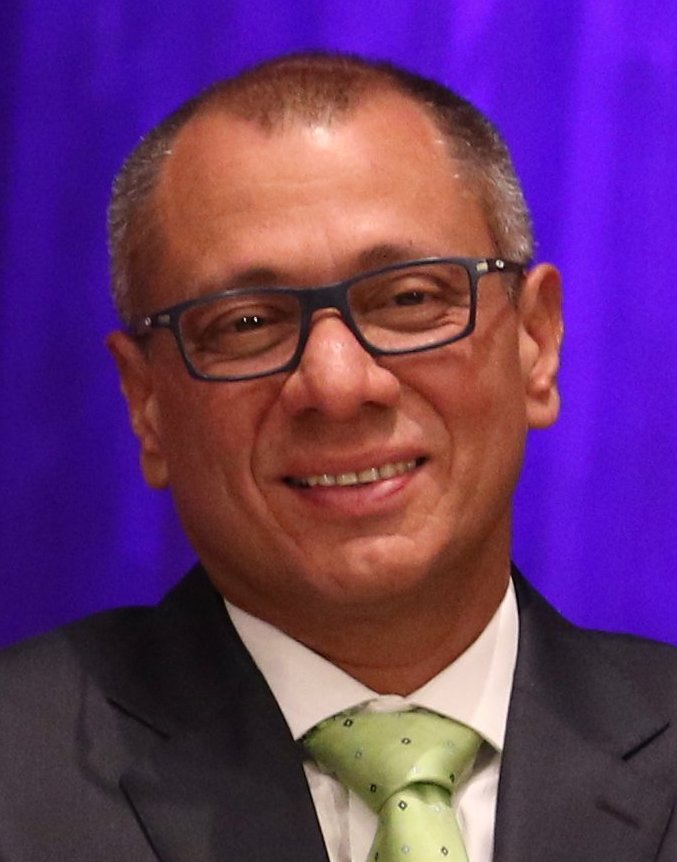
2017年的豪爾赫·格拉斯

2023年12月，曾擔任拉斐尔·科雷亚總統和利寧·莫雷諾总统副手的厄瓜多爾前副總統豪爾赫·格拉斯進入位於厄瓜多爾首都基多的墨西哥大使館申請庇護，聲稱受到政治迫害。2017年12月，格拉斯前副總統分別因非法結社和受賄罪名，被判處監禁6年和8年監禁，部份刑期同期執行，合共需要監禁8年。2022年11月，豪爾赫·格拉斯獲釋，但在剩餘的刑期不得離開該國。隨後，厄瓜多爾總檢察長辦公室在聲明中表示，堅持就2016年地震後為援助马纳比省重建，而籌集的公共資金一案對格拉斯提出指控。
2024年4月3日，墨西哥總統安德烈斯·曼努埃尔·洛佩斯·奥夫拉多尔在記者會上暗示，支持科雷亞所屬的公民革命運動黨總統候選人路易莎·岡薩雷斯，並且在2023年厄瓜多尔大选中的民調遙遙領先，但其後费尔南多·比利亚维森西奥遭到刺殺，民調數字下降。 
在墨西哥總統發表評論後，4月4日，墨西哥大使拉奎爾·塞魯爾·斯梅克被厄瓜多爾列為不受歡迎人物，厄瓜多爾外交部表示，決定基於「不干涉」他國內政的原則和《維也納外交關係公約》第9條，要求她離職。墨西哥政府在召回大使後，向格拉斯提供政治庇護。厄瓜多爾總統丹尼爾·諾沃亞重申，不會向格拉斯頒發離開厄瓜多爾所需的安全通行證。 
4月5日，墨西哥外交部長阿莉西亞·巴爾塞納呼籲厄瓜多爾政府盡快安排安全通道，以便格拉斯能夠前往墨西哥。 

## 襲擊
2024年4月5日晚上10時左右，厄瓜多爾國家警察精銳支隊強行闖入墨西哥駐厄瓜多爾大使館，並拘留格拉斯 ，其後將格拉斯帶到總檢察長辦公室，然後帶到機場，搭乘飛機飛往瓜亞基爾，轉移到一所最高安全監獄。 

## 当事双方回应

#### 墨西哥方面
4月5日，洛佩斯·奧夫拉多爾在社交平台X上宣佈，墨西哥斷絕與厄瓜多爾的一切外交關係，並且計劃在國際法院控告厄瓜多爾違反國際法。 
4月11日，墨西哥外长表示，墨西哥已正式就厄瓜多尔的行為向国际法院提起诉讼。4月12日，墨西哥外交部表示，已就厄瓜多尔的行为致函聯合國秘书长古特雷斯。

#### 厄瓜多尔方面
厄外长加芙列拉·索默费尔德6日下午在一场记者会上表示，厄方通过各种对话渠道要求墨方交出格拉斯无果，面对格拉斯“真实的即将逃跑的风险”，故而采取行动以“捍卫主权”。
厄瓜多尔法院裁定，当局強闖墨西哥大使館的行动违法，但格拉斯必須继续监禁。2024年4月29日，厄瓜多尔向国际法院反诉墨西哥，指控墨方非法提供格拉斯豁免权。

## 国际回应
- 阿根廷：譴責對墨西哥駐厄瓜多爾大使館的襲擊，並呼籲充分遵守1954年《外交庇護公約》和《維也納外交關係公約》。[21]
- 玻利維亞：外交部譴責襲擊，並聲援墨西哥人民和政府。[22]玻利维亚总统宣布召回玻利维亚驻厄瓜多尔大使，玻利維亞方面還召见厄瓜多尔驻玻大使以示抗議[23]。
- 巴西：政府表示，聲援墨西哥政府，並譴責厄瓜多爾政府採取的措施，強調這是一個嚴肅的先例，必須大力否定。[24]
- 加拿大：全球事務部表示，對厄瓜多爾未經授權進入墨西哥大使館明顯違反1961年《維也納外交關係公約》深表關切。[25]
- 智利：外交部譴責，厄瓜多爾警察突襲墨西哥大使館和抓捕格拉斯，損害1961年《維也納外交關係公約》的條款，向墨西哥駐厄瓜多爾大使館的所有外交人員表示聲援，並倡導迅速解決事件。[26]
- 哥倫比亞：總統古斯塔沃·佩特羅宣佈，除了召開美洲國家組織緊急會議，審查厄瓜多爾違反《維也納公約》的情況外，亦將要求美洲人權法院採取有效預防措施保護格拉斯。[27]
- 哥斯大黎加、多明尼加和巴拿馬：三國發表聯合公報表示，譴責對墨西哥大使館的侵略，聲稱這是對墨西哥駐基多大使館領土完整的「不可原諒的侵犯」。[28]
- 古巴：外交部長布魯諾·羅德里格斯·帕里利亞譴責，厄瓜多爾警察強行進入墨西哥大使館逮捕豪爾赫·格拉斯，并称这是这是“不可接受的侵犯行为”。[29][18]
- 瓜地馬拉：外交部表示，譴責在墨西哥大使館違反《維也納公約》，並呼籲在任何情況下尊重和遵守各國對1961年《維也納外交關係公約》第22條的義務。[30]
- 宏都拉斯：總統秀瑪拉·卡蕬楚將這次襲擊描述為國際社會不可容忍的行為，因為忽視歷史和基本的庇護權。
- 尼加拉瓜：政府譴責違反國際法的行為，決定與厄瓜多爾政府斷絕外交關係，聲援墨西哥。[31]
- 巴拉圭：政府對行動表示關切，並呼籲各方反思並不受限制地尊重國際法。
- 烏拉圭：外交部發表聲明，對厄瓜多爾發生的事件表示遺憾，強調尊重國際法和拉丁美洲國家和平共處的重要性，敦促遵守《加拉加斯公約》，強調在普通犯罪案件中不應給予外交庇護，並希望墨西哥和厄瓜多爾能夠儘快解決分歧並恢復外交關係。[32]
- 美國：國務院發言人馬修·米勒發表聲明，表示美國譴責任何違反《維也納外交關係公約》的行為，鼓勵合作伙伴墨西哥和厄瓜多爾根據國際規範解決分歧。[33][34]
- 委內瑞拉：外交部長伊萬·吉爾譴責事件，形容豪爾赫·格拉斯受到政治迫害，並警告厄瓜多爾可能出現「恐怖」時代，聲稱新法西斯主義的極端意識形態將顯現。[35]该国也随即宣布关闭驻厄瓜多尔所有的使领馆。[36]
- 美洲國家組織：譴責警察部隊入侵墨西哥駐厄瓜多爾大使館，提議召開常設理事會會議，呼籲雙方進行對話，並表示聲援墨西哥外交官。[37][38]
- 聯合國： 發言人表示，秘書長安東尼奧·古特雷斯對事件感到「震驚」，並重申外交和領事館舍及人員不可侵犯的基本原則，呼籲和敦促兩國政府和平解決分歧。[39]
- 秘鲁：外交部发布公告表示，秘鲁政府坚定不移地尊重国际法原则和准则以及对国际争端的和平解决，拒绝任何违反《维也纳外交关系公约》中保障国家间良好关系规则的行为。秘鲁呼吁两国打破僵局，根据国际法规定和拉美一体化精神，通过对话解决分歧。[18]